# 吳氏玉淵
吳氏玉淵（越南语：／，?—?），越南鄭阮紛爭時期鄭主康王鄭根的顺妃。
吳氏玉淵是天本县同队社人，屋居保伍社。她是少保兼郡公之女，亲勋太保、和郡公之孙女。吳氏玉淵保养鄭根的曾孙鄭棡，被鄭棡尊封保母。吳氏玉淵在某年十一月初二去世，谥号妙静，葬在保伍社。